# ADB-01
ADB-01とは、Geaneeが提供しているAndroidセットトップボックス。2012年6月16日販売開始。

## 概要
HDMIもしくはアナログRCA端子を使いテレビやディスプレイと接続して利用する。Google Play対応。

## 仕様
| 製品名           | ADB-01                                |
| OS               | Android 2.3.1                         |
| 映像・音声出力   | HDMI, RCA端子, 光デジタル音声出力端子 |
| USB              | USB ホスト × 2                        |
| イーサーネット   | LANポート(RJ45) × 1                   |
| 無線LAN          | IEEE 802.11 b/g                       |
| Bluetooth        | 非搭載                                |
| CPU              | Rockchip RK2918 (ARM Cortex-A8) 1GHz  |
| DRAM             | 512MB                                 |
| フラッシュメモリ | 2GB                                   |
| 外部ストレージ   | SDカード                              |
| 大きさ           | 180×180×30mm                          |
| 重さ             | 360g                                  |
| 電源             | DC電源                                |
| その他           | ワイヤレスマウス、リモコン            |